# Friedrich Vordemberge-Gildewart
Friedrich Vordemberge-Gildewart (Osnabrück, 17 november 1899 – Ulm, 19 december 1962) was een Duits kunstschilder en grafisch ontwerper.
Vordemberge-Gildewart studeerde architectuur aan de Technische Hogeschool in Hannover. Hij was actief als kunstschilder vanaf 1919 en werd vrijwel onmiddellijk door constructivistische vormen beïnvloed. In deze periode zocht hij ook contact met andere constructivistische kunstenaars en groepen. In 1924 maakte hij kennis met Kurt Schwitters en in 1925 met Theo van Doesburg en El Lissitzky. In 1925 werd hij ook lid van de kunstgroep De Stijl.
In 1926/1927 woonde hij in Parijs. Hij ontwierp affiches en catalogi, zij het niet strikt volgens de principes van De Stijl. In 1932 trouwde hij met de Joodse Ilse Leda (1897-1981). In 1936 ging hij naar Berlijn. De Nazi's bestempelden zijn werk als ontaarde kunst ('cultuur-bolsjewisme'). Zo werd er ook werk van hem opgenomen in de beruchte reizende anti-tentoonstelling Entartete Kunst in Duitsland in 1937/'38. Reeds geëmigreerd zijnde (zie hieronder) hebben Vordemberge-Gildewart en zijn vrouw de tentoonstelling bezocht.
In 1937 verhuisde hij wegens de problemen met zijn vrouw uit Duitsland, eerst naar Zwitserland en in 1938 naar Amsterdam. In december 1938 had hij een tentoonstelling in de Koninklijke Kunstzaal Kleykamp te ’s-Gravenhage, die door Cornelis van Eesteren werd geopend met een korte inleiding. Tot het uitbreken van de oorlog in 1939 nam Vordemberge-Gildewart deel aan verschillende grote internationale tentoonstellingen in New York, Parijs en Londen. Tot 1954 bleef hij in Amsterdam wonen en hij verwierf ook de Nederlandse nationaliteit. In 1955 kreeg hij een aanstelling bij de Hochschule für Gestaltung Ulm (HfG), de kunst/ontwerp-academie die door Max Bill in 1950 was opgericht als voortzetting van het Bauhaus. Friedrich Vordemberge-Gildewart was er tot aan zijn overlijden op 19 december 1962 hoofd van de afdeling visuele communicatie.
Zijn weduwe Ilse Leda heeft, per testament, een stichting opgericht, de "Vordemberge-Gildewart Stiftung", die prijzen en beurzen geeft aan (jonge) kunstenaars.

## Schilderijen
- Compositie 14. 1925. Olieverf op doek. 104,8 × 104,8 cm. Edinburgh, National Gallery of Scotland. Zie Digitale Catalogus National Gallery.
- Compositie nr. 25. 1927. Olieverf op doek. 80,2 × 60,4 cm. München, Sammlung für Moderne Kunst, in de Pinakothek der Moderne.
- Compositie nr. 31. 1927. Olieverf op doek. 100 × 130 cm. Gemeentemuseum Den Haag. Zie Digitale Catalogus Gemeentemuseum Den Haag.
- Compositie nr. 79. 1934. Olieverf op doek. 80,5 × 60 cm. Gemeentemuseum Den Haag. Zie Digitale Catalogus Gemeentemuseum Den Haag.